# Marsdenia nigriflora
Marsdenia nigriflora är en oleanderväxtart som beskrevs av André Guillaumin. Marsdenia nigriflora ingår i släktet Marsdenia och familjen oleanderväxter. Inga underarter finns listade i Catalogue of Life.